# Тара Віттен
Тара Віттен  (англ. Tara Whitten, 13 липня 1980) — канадська велогонщиця, олімпійська медалістка.

## Виступи на Олімпіадах
| Олімпіада   | Дисципліна                                 | Місце |
| ----------- | ------------------------------------------ | ----- |
| Лондон 2012 | Командна гонка переслідування, 3000 метрів | 3     |
| Лондон 2012 | Омніум                                     | 4     |